# クラリオン・ワークショップ
クラリオン・ワークショップ (Clarion Workshop) は、SF・ファンタジー作家の新人・志望者のためのワークショップ。1968年ロビン・スコット・ウィルスンによりペンシルベニア州クラリオン大学で創始され、デーモン・ナイトやケイト・ウィルヘルムらが講師として協力した。指導方法はミルフォード・ワークショップをモデルとし、その派生といえる。
クラリオンは合宿形式のワークショップであり、夏期に6週間開催され、毎週異なったプロの作家や編集者により指導が行われる。当初は短編執筆の指南に重きが置かれていた。

## クラリオン at サンディエゴ
クラリオン・ワークショップは1971年にテュレーン大学へ、1972年にミシガン州立大学、そして（実質的には2007年に）カリフォルニア大学サンディエゴ校へ移動した。この移転はクラリオン財団の責任下で行われ、このことは成功を収めた。ラホヤの土地は浜からほど近く、快適な夏の気候を提供した。
サンディエゴ校での最初の講習は2007年8月3日に終了し、19のクラスに80名の受講者があった。この“クラリオン・リバイバル”セッションには、グレゴリイ・フィーリイ、ジェフ・ヴァンダーミーア、アン・ヴァンダーミーア、カレン・ジョイ・ファウラー、コリイ・ドクトロウ、エレン・カシュナー、デリア・シャーマンらが講師として参加し、キム・スタンリー・ロビンソン、ナンシー・ホールダー、デイヴィッド・ブリン、ヴァーナー・ヴィンジとのディスカッションも開催された。下は16歳から上は53歳までの9名の女性と10名の男性が、ハードSFからハイ・ファンタジー、スリップストリーム、マジックリアリズムまでの多くのジャンルにまたがる作品を執筆した。受講生は全米やカナダの各所から集い、また1人ながらイギリスからの参加者もいた。彼らの幾人かは短編作品の出版経験があり、また長編の執筆を行っているものや、既に書籍化の契約を果たした者もいた。
2008年セッション（6月29日 - 8月9日）ではケリー・リンク、ジェイムズ・パトリック・ケリー、メアリ・アン・モハンラジュ、ニール・ゲイマン、ナロ・ホプキンスン、ジェフ・ライマンらが教鞭を執り、2009年ではホリー・ブラック、ラリサ・ライ、ロバート・クレイス、キム・スタンリー・ロビンソン、エリザベス・ハンド、ポール・パークらの参加が予定されている。

## その他のクラリオン・ワークショップ
- クラリオン・ウェスト・ライターズ・ワークショップ - 1971年よりシアトルで開催され、2003年ワシントン大学へ移る
- クラリオン・サウス・ライターズ・ワークショップ - 2004年よりオーストラリアブリスベンのグリフィス大学において隔年で開催されている

## 主なクラリオンの講師
- スティーヴン・バーンズ
- テリー・ビッスン
- ホリー・ブラック
- アルジス・バドリス
- オクティヴィア・E・バトラー
- オースン・スコット・カード
- スージー・マッキー・チャーナス
- サミュエル・R・ディレイニー
- ゴードン・R・ディクスン
- トマス・M・ディッシュ
- コリイ・ドクトロウ
- ガードナー・ドゾワ
- タナナリーヴ・ドゥー
- ハーラン・エリスン
- チャールズ・コールマン・フィンレイ
- カレン・ジョイ・ファウラー
- グレゴリイ・フィーリイ
- ニール・ゲイマン
- ジョー・ホールドマン
- ハリイ・ハリスン
- ニーナ・キリキ・ホフマン
- ナロ・ホプキンスン
- ジョージ・R・R・マーティン
- ジェイムズ・パトリック・ケリー
- デーモン・ナイト
- ナンシー・クレス
- エレン・カシュナー
- ジェフリー・A・ランディス
- フリッツ・ライバー
- ケリー・リンク
- ジュディス・メリル
- モーリン・F・マクヒュー
- メアリ・アン・モハンラジュ
- ティム・パワーズ
- スパイダー&ジーン・ロビンスン
- ジョアンナ・ラス
- ジェフ・ライマン
- デリア・シャーマン
- ショーン・スチュワート
- シオドア・スタージョン
- Mary A. Turzillo
- ジェフ・ヴァンダーミーア
- ハワード・ウォルドロップ
- ケイト・ウィルヘルム
- ロビン・スコット・ウィルスン
- パトリシア・C・リーデ

## 主なクラリオン・ウェストの講師
- Kathleen Alcalá
- グレッグ・ベア
- オクティヴィア・E・バトラー
- パット・キャディガン
- ジョン・クロウリー
- エレン・ダトロウ
- サミュエル・R・ディレイニー
- ガードナー・ドゾワ
- ニコラ・グリフィス
- ジョー・ホールドマン
- デヴィッド・G・ハートウェル
- パトリック・ニールセン・ヘイデン
- ナロ・ホプキンスン
- ナンシー・クレス
- アーシュラ・K・ル＝グウィン
- ジョン・シャーリイ
- ダン・シモンズ
- イアン・R・マクラウド
- モーリン・F・マクヒュー
- ポール・パーク
- ゴードン・バン・ヘルダー
- ヴァーナー・ヴィンジ
- ハワード・ウォルドロップ
- コニー・ウィリス

## 卒業生
- ダニエル・エイブラハム（クラリオン・ウェスト 1998）
- Kathleen Alcala（クラリオン・ウェスト 1987）
- スティーヴ・バーマン（クラリオン 2006）
- マイクル・A・バースタイン（クラリオン 1994）
- エド・ブライアント（クラリオン 1968）
- トビアス・S・ビュクケル（クラリオン 1968）
- ネイサン・ブレッジ（クラリオン・サウス 2005）
- オクティヴィア・E・バトラー（クラリオン 1970）
- テッド・チャン（クラリオン 1989）
- サンフォード・クラーク（クラリオン・ウェスト 1999）
- グレッグ・コックス（クラリオン・ウェスト 1984）
- ロバート・クレイス（クラリオン 1975）
- キャスリン・クレイマー（クラリオン 1984）
- Shane Jiraiya Cummings（クラリオン・サウス 2005）
- コリイ・ドクトロウ（クラリオン 1992）
- アンディ・ダンカン（クラリオン・ウェスト 1994）
- グレゴリー・フロスト（クラリオン 1975）
- リチャード・ガーフィンクル（クラリオン・ウェスト 1992）
- キャスリン・アン・グーナン（クラリオン・ウェスト 1988）
- アイリーン・ガン（クラリオン 1976）
- ポール・ヘインズ（クラリオン・サウス 2004）
- ナロ・ホプキンスン（クラリオン 1995）
- ロン・ホースレー（クラリオン 2002）
- キジ・ジョンスン（クラリオン・ウェスト 1987）
- Vylar Kaftan（クラリオン・ウェスト 2004）
- フィオナ・ケリガン（クラリオン・ウェスト 1995）
- ジェイムズ・パトリック・ケリー（クラリオン 1974 and 1976）
- ペグ・カー（クラリオン 1988）
- デイヴィッド・バール・カートリー（クラリオン 1999）
- エレン・クレイギス（クラリオン・サウス 2005）
- ジェフリー・A・ランディス（クラリオン 1985）
- デイヴィッド・D・レヴァイン（クラリオン・ウェスト 2000）
- ケリー・リンク（クラリオン 1995）
- ウィル・ラドウィグセン（クラリオン 2006）
- Sonia Orin Lyris（クラリオン・ウェスト 1992）
- ルイス・マーリー（クラリオン・ウェスト 1993）
- ヴォンダ・N・マッキンタイア（クラリオン 1970）
- スーザン・パルウィック（クラリオン・ウェスト 1985）
- ティム・プラット（クラリオン 1999）
- J・マイケル・リーヴス（クラリオン 1972）
- キム・スタンリー・ロビンソン（クラリオン 1975）
- マリー・ローゼンブルム（クラリオン・ウェスト 1988）
- ミカエラ・ロスナー（クラリオン）
- クリスティン・キャスリン・ラッシュ（クラリオン 1985）
- サラ・ライアン（クラリオン 1991）
- アル・サラントニオ（クラリオン 1974）
- ローレンス・シメル（クラリオン・ウェスト 1991）
- カーター・ショルツ（クラリオン）
- ダレル・シュバイツァー（クラリオン）
- ルーシャス・シェパード（クラリオン 1980）
- ウィリアム・シャン（クラリオン 1985）
- ルーシー・A・スナイダー（クラリオン 1995）
- カトリーナ・スパークス（クラリオン・サウス 2004）
- マーサ・スークプ（クラリオン 1985）
- ブルース・スターリング（クラリオン 1974）
- ジーン・サリバン（クラリオン, 1968 1970）
- カリーナ・サマー＝スミス（クラリオン 2001）
- ブルース・テイラー（クラリオン・ウェスト 1972）
- エイミー・トムスン（クラリオン・ウェスト 1984）
- ロバート・サーストン（クラリオン, 1968 1970）
- カレン・トラヴィス（クラリオン 2000）
- Mary A. Turzillo（クラリオン 1985）
- リサ・タトル（クラリオン 1971）
- ゴードン・バン・ヘルダー（クラリオン・ウェスト 1987）
- ジェフ・ヴァンダーミーア（クラリオン 1992）
- レスリー・ワット（クラリオン 1976）
- デイヴィッド・ワイズ,（クラリオン 1971）
- ニック・ウォルベン（クラリオン・ウェスト 2007）
- Derek Zumsteg（クラリオン・ウェスト 2007)